# William A. Barstow

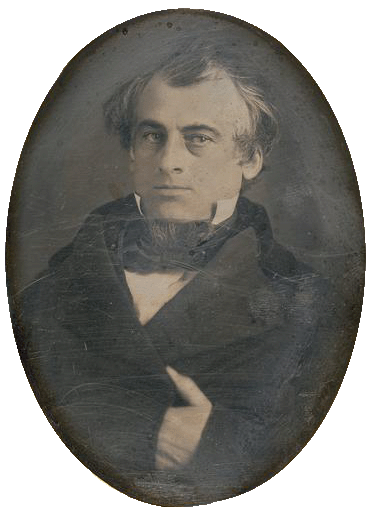
William A. Barstow (1853)

William Augustus Barstow (* 13. September 1813 in Plainfield, Connecticut; † 14. Dezember 1865 in Leavenworth, Kansas) war ein US-amerikanischer Politiker und von 1854 bis 1856 der dritte Gouverneur des Bundesstaates Wisconsin.

## Leben
Im Alter von 16 Jahren verließ Barstow die Schule. Seit dem Jahr 1834 arbeitete er in der Getreidemühle seines Bruders mit, die am Ende der 1830er Jahre ein Opfer der Wirtschaftskrise von 1837 wurde. 1839 zog Barstow nach Prairieville im damaligen Wisconsin-Territorium. Dort war er wieder als Müller und Straßenwart (Highway Commissioner) tätig. Er leitete außerdem die dortige Poststelle.
Barstow war auch Mitglied des Kreisrats im Milwaukee County. Zwischen 1850 und 1852 fungierte er als Secretary of State von Wisconsin.

### Gouverneur von Wisconsin
Im Jahr 1853 wurde er als Kandidat der Demokratischen Partei zum neuen Gouverneur von Wisconsin gewählt. In diesem Amt geriet er sehr schnell unter Korruptionsverdacht. Dabei ging es um Unregelmäßigkeiten im Zusammenhang mit Landkäufen einer Firma, an der er selbst beteiligt war. Auch bei der Vergabe von Druckaufträgen kam es zu Unregelmäßigkeiten, genauso wie beim Bau eines Krankenhauses für geistig Behinderte. Die Korruption machte auch vor dem Finanzministerium nicht halt. Zeitweise drohte der Gouverneur mit einer Blockade aller Gesetzesvorlagen für den Fall, dass gegen ihn ermittelt würde. Ansonsten unterstützte Barstow den Plan einer Eisenbahn bis zur Pazifikküste und war ein Gegner der Prohibitionsbewegung.
Trotz der gegen ihn erhobenen Korruptionsvorwürfe trat Barstow im Jahr 1855 zur Wiederwahl an. Das erste Wahlergebnis sah ihn mit einem Vorsprung von 157 Stimmen als Wahlsieger gegen den Republikaner Coles Bashford. Schon bald wurde klar, dass dieses Ergebnis das Resultat eines Wahlbetrugs war. Die Republikaner riefen den Obersten Gerichtshof an, um gegen dieses Vorgehen zu protestieren, während sich Barstow in der Zwischenzeit in seine zweite Amtszeit einführen ließ. Nun kam es zu Protesten gegen den Gouverneur, der seine Anhänger mobilisierte. Beinahe wäre es zu einem Bürgerkrieg in Wisconsin gekommen. Das Oberste Gericht gab der Klage statt. Da aber Barstow nicht gewillt war, aufzugeben, eskalierte der Konflikt. Unter dem allgemeinen Druck musste er aber dann doch am 21. März 1856 zurücktreten. Bis zur offiziellen Einsetzung von Bashford am 24. März musste Vizegouverneur Arthur MacArthur für drei Tage amtieren.

## Weitere Laufbahn
Trotz seiner Vergehen wurde Barstow nicht angeklagt. Er zog sich ins Privatleben zurück, arbeitete wieder als Müller, beschäftigte sich aber auch mit dem Eisenbahnwesen. Unter anderem war er Präsident einer Eisenbahngesellschaft, die allerdings bald Konkurs anmeldete. Kurzzeitig war er auch im Bankgeschäft. Im Jahr 1860 war er Delegierter zur Democratic National Convention. Während des Bürgerkrieges war er Oberst im Unionsheer. Nach einer Verwundung wurde er Vorsitzender eines Kriegsgerichts in St. Louis. William Barstow starb im Dezember 1865 in Leavenworth. Er war mit Maria Quarles verheiratet, mit der er zwei Kinder hatte.